# Eremocosta
Eremocosta är ett släkte av spindeldjur. Eremocosta ingår i familjen Eremobatidae.
Kladogram enligt Catalogue of Life:
| Eremocosta | \| \| Eremocosta acuitlapanensis \| \| \| \| \| \| Eremocosta bajaensis \| \| \| \| \| \| Eremocosta calexicensis \| \| \| \| \| \| Eremocosta formidabilis \| \| \| \| \| \| Eremocosta fusca \| \| \| \| \| \| Eremocosta gigas \| \| \| \| \| \| Eremocosta gigasella \| \| \| \| \| \| Eremocosta montezuma \| \| \| \| \| \| Eremocosta nigrimana \| \| \| \| \| \| Eremocosta robusta \| \| \| \| \| \| Eremocosta spinipalpis \| \| \| \| \| \| Eremocosta striata \| \| \| \| \| \| Eremocosta titania \| \| \| \| |
|            | \| \| Eremocosta acuitlapanensis \| \| \| \| \| \| Eremocosta bajaensis \| \| \| \| \| \| Eremocosta calexicensis \| \| \| \| \| \| Eremocosta formidabilis \| \| \| \| \| \| Eremocosta fusca \| \| \| \| \| \| Eremocosta gigas \| \| \| \| \| \| Eremocosta gigasella \| \| \| \| \| \| Eremocosta montezuma \| \| \| \| \| \| Eremocosta nigrimana \| \| \| \| \| \| Eremocosta robusta \| \| \| \| \| \| Eremocosta spinipalpis \| \| \| \| \| \| Eremocosta striata \| \| \| \| \| \| Eremocosta titania \| \| \| \| |
|            | Chanbria |
|            | |
|            | Eremobates |
|            | |
|            | Eremochelis |
|            | |
|            | Eremorhax |
|            | |
|            | Eremothera |
|            | |
|            | Hemerotrecha |
|            | |
|            | Horribates |
|            | |
|            | Eremocosta acuitlapanensis |
|            | |
|            | Eremocosta bajaensis |
|            | |
|            | Eremocosta calexicensis |
|            | |
|            | Eremocosta formidabilis |
|            | |
|            | Eremocosta fusca |
|            | |
|            | Eremocosta gigas |
|            | |
|            | Eremocosta gigasella |
|            | |
|            | Eremocosta montezuma |
|            | |
|            | Eremocosta nigrimana |
|            | |
|            | Eremocosta robusta |
|            | |
|            | Eremocosta spinipalpis |
|            | |
|            | Eremocosta striata |
|            | |
|            | Eremocosta titania |
|            | |

|  | Eremocosta acuitlapanensis |
|  |                            |
|  | Eremocosta bajaensis       |
|  |                            |
|  | Eremocosta calexicensis    |
|  |                            |
|  | Eremocosta formidabilis    |
|  |                            |
|  | Eremocosta fusca           |
|  |                            |
|  | Eremocosta gigas           |
|  |                            |
|  | Eremocosta gigasella       |
|  |                            |
|  | Eremocosta montezuma       |
|  |                            |
|  | Eremocosta nigrimana       |
|  |                            |
|  | Eremocosta robusta         |
|  |                            |
|  | Eremocosta spinipalpis     |
|  |                            |
|  | Eremocosta striata         |
|  |                            |
|  | Eremocosta titania         |
|  |                            |